# Novi Sanzjary

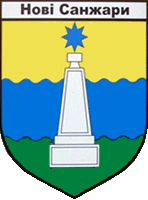
Novi Sanzjarys vapen

Novi Sanzjary (ukrainska Нові Санжари) är ett stadsliknande samhälle i Poltava rajon i Poltava oblast i Ukraina. Ytan är 6,5 km2 och stadens befolkning uppgick år 2023 till 6 884 personer. Orten ligger vid floden Vorskla.

## Historia
Orten är känd från år 1243 men har formellt bildats under första hälften av 1600-talet. På 1670-talet var orten utsatt för strider mellan olika grupper av kosacker. Under det Stora nordiska kriget efter slaget vid Poltava kom den svenska armén till området och Karl XII övernattade 28-29.6.1709 i byn. År 1811 förstördes den lokala fästningen av rädsla för att Napoleons trupper skulle kunna använda den mot Ryssland. I januari 1918 infördes sovjetsystemet på orten. År 1933 fick orten ett sanatorium.
Under Andra Världskriget drog ca 1 000 invånare ut i kriget, av dem stupade ommkring 600. Orten var ockuperad av tyska trupper från 16 september 1941 till 23 september 1943. I slutet av sovjettiden fanns i byn livsmedels- och verkstadsindustri. Industrianläggningarna privatiserades år 1995. I februari 2020 utbröt kravaller på grund av att de statliga myndigheterna inkvarterade på orten ukrainska medborgare som på grund av Covid-19-pandemin hade evakuerats från den kinesiska staden Wuhan.
Ett monument restes 1909 till minnet av den ryska segern vid Poltava. Det försvann under inbördeskriget men hittades nedgrävt 1965 och restes på nytt.

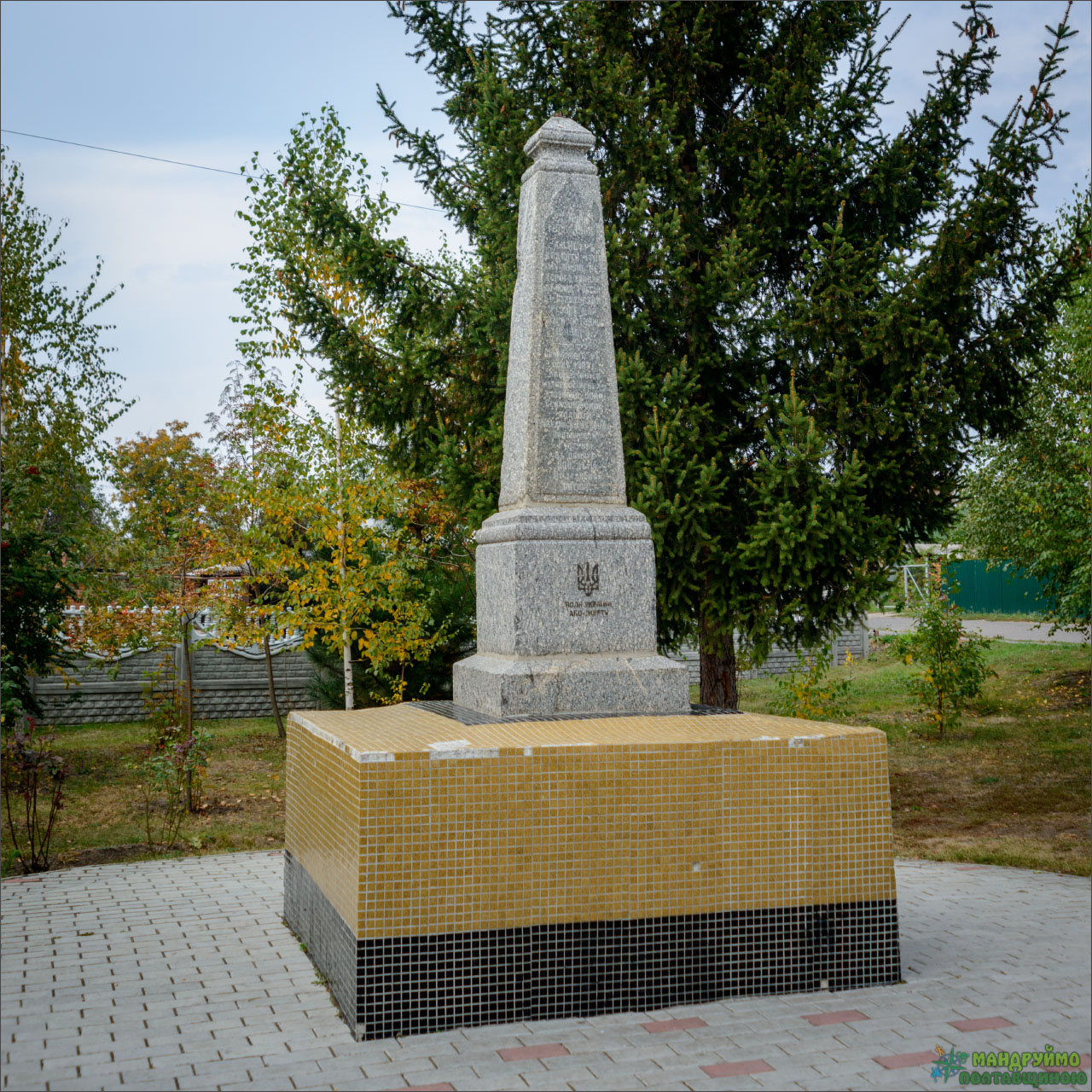
Segermonumentet över Poltava